# Charles Fox Parham

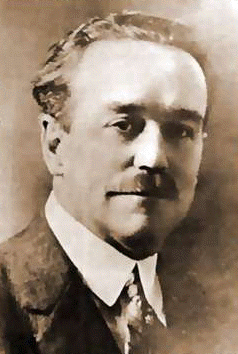
Charles Fox Parham

Charles Fox Parham (* 4. Juni 1873 in Muscatine, Iowa; † 29. Januar 1929 in Baxter Springs, Kansas) war ein US-amerikanischer Prediger, Evangelist, Bibelschullehrer und Mitbegründer der Pfingstbewegung.

## Leben
Charles Fox Parham wurde im landwirtschaftlich geprägten Iowa geboren. Er war einer von fünf Söhnen des Farmers William McLeary Parham (* 1845) und Anna M. Parham (1848–1883), geborene Eckel, und wuchs im Pionierort Cheney in Kansas auf. Seine Mutter starb 1883 dort, als er zehn Jahre alt war. Seine Kindheit war von Trauer und verschiedenen Krankheiten wie Klumpfuß, Herzschwäche und Rheumatismus geprägt, deren einschränkende Folgen er teilweise lebenslang zu tragen hatte. Sein Vater heiratete wieder, die zweite Frau hieß Harriet Miller. Durch einen Mann namens Lippard der Kongregationalisten nahm er 1886 einen persönlichen christlichen Glauben an, er arbeitete danach als Lehrer in einer Sonntagsschule und später als Laienprediger in einer methodistischen Episkopalkirche. 1890 besuchte er das Southwestern Kansas College in Winfield, wo er Religion und Medizin zu studieren begann. Wahrscheinlich wegen Fieberanfällen, also aus gesundheitlichen Gründen, kehrte er bald in den Verkündigungsdienst zurück. Die ersten Erfahrungen als Evangelist machte er 1891 in Pleasant Valley School House, dem Schulhaus von Pleasant Valley bei Tonganoxie. Im Jahr 1895 gab er die Anstellung als methodistischer Pastor auf, da er sich mehr an der neueren Heiligungsbewegung zu orientieren begann. Als unabhängiger Prediger und Evangelist war er in Eudora, Lawrence, Linwood und Ottawa tätig, wo er vor allem Heilungsgottesdienste durchführte.
1898 besuchte er den presbyterianischen Heilungsprediger John Alexander Dowie in seinen Heilungsräumen in Chicago. Beeindruckt von dessen Dienst eröffnete er mit seiner Frau im gleichen Jahr eine Heilanstalt in Topeka, Kansas, die den Namen Bethel erhielt, wo Gottes Heiligkeit und Glaubensheilung betont werden sollten. Dieses Haus umfasste eine Kapelle, einen Leseraum, eine Druckerei und vierzehn Zimmer. Weil Parham viel umher reiste, verlor er jedoch die Kontrolle über diese neu gegründete Anstalt. Im Oktober 1900 gründete er erneut eine Einrichtung in Stone's Folly (deutsch: Prachtsbau aus Stein) unter dem gleichen Namen Bethel, in der 75 Studierende wohnen und von Parhams evangelistischen Fähigkeiten lernen konnten. Im Dezember gab es bereits eine Prüfung über Glaubensthemen wie Busse, Bekehrung, Hingabe, Heiligung, Heilung und Wiederkunft von Jesus Christus. Diese Bibelschule war bis Ende 1901 in Betrieb.
Um 1900 besuchte er einige Führungspersonen und deren Kirchen der Heiligungsbewegung, so Dwight Lyman Moody in Chicago, Adoniram Judson Gordon in Boston und A. B. Simpson in Nyack bei New York. Im Sommer des Jahres 1900 reiste er zu der religiösen Gemeinschaft The Kingdom (deutsch: das Königreich) des umstrittenen Endzeit- und Heilungspredigers Frank Sandford und dessen Holy Ghost and Us Bible School (deutsch: Heiliger Geist und Wir-Bibelschule) in Durham, Maine. Dort konnte er erstmals Bibelschüler beobachten, die nach langem Gebet in Zungen zu reden begannen. Im gleichen Jahr ersuchte er seine ungefähr vierzig Studierenden, Bibelstellen zu suchen, die sich mit der Taufe im Heiligen Geist beschäftigen. Die Studierenden arbeiteten heraus, dass die Zungenrede ein Zeichen der Taufe sei. Der Überlieferung zufolge beteten Parham und seine Studierenden am Abend des 31. Dezember 1900 um die Taufe im Heiligen Geist, bis schließlich in den frühen Morgenstunden des 1. Januar 1901 die Studentin Agnes Oznam diese Erfahrung als Erste empfangen haben soll und in Zungen zu reden begann. Später schrieb sie die empfangene Botschaft auf. Zwei Tage später machte Parham selbst ein ähnliches Erlebnis. Die Verbindung der Taufe im Heiligen Geist und der Zungenrede gilt seitdem als Erkennungsmerkmal für Christen mit pfingstlerischer Prägung. Aufgrund seiner Herkunft aus der Heiligungsbewegung erklärte Parham die Taufe im Heiligen Geist als dritten Akt der Gnade im Leben eines Gläubigen, der zuvor die Bekehrung und die Heiligung erfahren habe. Er vertrat diese Lehre, die er selbst The Apostolic Faith nannte, auch in Kreisen der Heiligungsbewegung in Kansas und den angrenzenden Staaten, und er verfasste damals die Schrift A Voice Crying in the Wilderness (deutsch: Eine Stimme eines Rufers in der Wüste).
1903 konnte Parham in einem Zelt mit 2000 Plätzen in Galena über eine längere Zeit viele Erweckungs- und Heilungsversammlungen durchführen, die zu Hunderten von Bekehrungen, Geistestaufen mit Zungenrede und Zeugnissen von Krankenheilungen führten. Zuvor war in einer Badeheilanstalt in Eldorado Springs in Missouri tätig gewesen, wo er durch Gebet eine Frau namens Mary A. Arthur heilen konnte, die ihn dann in ihre Heimatstadt Galena brachte. In seinem wachsenden Dienst, der ihn über Kansas hinausführte, wiewohl er in Baxter Springs in Kansas ab 1904 wohnte, hatte er nun etwa 10.000 Anhänger. 1905 gründete er nach Veranstaltungen in der Bryn Hall im texanischen Houston eine Bibelschule dort. Bereits im gleichen Jahr besuchte der afro-amerikanische ungebildete Prediger der Heiligungsbewegung, William J. Seymour, den Unterricht, obwohl er wegen der Rassentrennung in Texas die Schule nicht betreten durfte und den Unterricht vom Korridor aus verfolgen musste.
Parham half dem Absolventen Seymour Anfang 1906 Pastor in einer kleinen Kirche in Los Angeles zu werden, obwohl er seinen gelehrigen Schüler nur ungern ziehen ließ. Mit seiner zweiten jungen Kirchgemeinde zog Seymour dort am 14. April 1906 in die Azusa Street 312 im Industriegebiet von Los Angeles ein. Hier nahm die Azusa-Street-Revival-Bewegung mit der Azusa Street Mission ihren erwecklichen Anfang. Tausende Personen, darunter viele Pastoren, besuchten diese Gemeinde, zudem ließen sich innert kurzer Zeit etliche Mitglieder weltweit aussenden, um das Evangelium in dieser neuen pfingstlichen Form weiterzugeben. Bereits im Oktober 1906 besuchte Parham Seymour in der Azusa Street und predigte dort zweimal, worauf es aber zum Bruch zwischen den beiden kam, weil Parham nicht mit allen Geschehnissen und Manifestationen in dieser jungen Gemeinde einverstanden war. Seymour und seine Ältesten wollten sich dagegen nicht belehren und korrigieren lassen, und er erteilte seinem Lehrer daraufhin sogar Hausverbot. Parham führte danach in der Nähe eigene Versammlungen durch, jedoch ohne durchschlagenden Erfolg.
Etwas entfremdet vom Hauptstrom und der neuen Dynamik der Pfingstbewegung zog sich Parham im Dezember 1906 nach Zion City im Norden Illinois zurück, eine gemeinschaftliche Stadt, die von John Alexander Dowie gegründet worden war. Dort führte er erneut Zeltgottesdienste mit bis zu 2000 Zuhörern durch. Doch Wilbur Voliva, der Nachfolger Dowies in Zion City, war nicht einverstanden mit seinem Heilungsdienst und der Zungenrede. Er beneidete und beargwöhnte ihn und reichte 1907 in Texas eine Klage gegen Parham wegen sexuellen Handlungen mit Kindern ein. Diese Klage brachte ihn zwar kurzfristig ins Gefängnis, sie konnte jedoch nie bewiesen werden und wurde daher auch wieder gegen eine Kaution von 1000 Dollars fallen gelassen und nicht dokumentiert.
1909 ging er nach Baxter Springs in Kansas zurück, wo er nun in einer kleinen Bibelschule unterrichtete, in den umliegenden Gemeinden predigte und in mehreren Staaten Veranstaltungen durchführte. Einige dieser Gemeinden bildeten schließlich eine Vereinigung, die unter dem Namen The Apostolic Faith bekannt geworden war, deren gleichnamige Publikationen Parham von 1889 bis 1929 herausgab. 1927 bis 1928 konnte er eine Reise nach Jerusalem unternehmen. Nach einem Kreislaufzusammenbruch während einer Versammlung in Temple in Texas starb er wahrscheinlich am 29. Januar 1929. An der Abdankungsfeier im Baxter Theatre nahmen etwa 2.500 Personen teil.
Nach seinem Tod wurde das Charles F. Parham Center for Pentecostal-Charismatic Studies am South Texas Bible Institute im texanischen Houston gegründet. Es umfasst eine Bibliothek, Forschungsprojekte und Räume für überkonfessionelle Veranstaltungen.

## Familie
In Linwood lernte er 1895 Sarah Thistlethwaite kennen, die er am 31. Dezember 1896 heiratete. Sie stammte aus einer Quäker-Familie wie viele seiner damaligen Zuhörer. Ein Jahr später wurde ihr erster Sohn Claude geboren, nach zwei Jahren kam die Tochter Esther Marie, 1900 ein weiterer Sohn Charles, 1902 Philip Arlington, 1904 Wilfred Charles und 1906 der jüngste Sohn Robert auf die Welt.

## Lehre und Kritik
Aufgrund seiner Herkunft aus dem Methodismus, dem Quäkertum und der Heiligungsbewegung strebte Parham nach mehr Erfahrung von Gottes Größe, Heiligkeit und Nähe. Die Anfang des Jahres 1901 erlebte Taufe im Heiligen Geist mit Zungenrede erklärte er zum dritten Akt der Gnade Gottes im Leben eines gläubigen Christen, der zuvor Bekehrung und Heiligung erfahren habe. Er war einer der ersten Pastoren der Neuzeit, der diese pfingstlerische Lehre unter dem Namen The Apostolic Faith (deutsch: Der apostolische Glaube) formulierte und vor allem in Nordamerika verbreiten konnte.
Seine Publikationen beschränkten sich jedoch nicht auf neue geistliche Erfahrungen, sondern sie waren auch von den damaligen kulturellen Einflüssen und politischen Meinungen Nordamerikas mitgeprägt. So vertrat er die Vorherrschaft der weißen Rasse, unterstützte teilweise den rassistischen Ku-Klux-Klan und war ein Vertreter eines bestimmten Zionismus, der vor allem von England ausging.
Seine Rassenlehre war von Interpretationen und Spekulationen geprägt, die über die biblische Schöpfungsgeschichte des Genesisbuchs hinausgingen. So wollte er im 2. Kapitel von Genesis einen achten Tag der Schöpfung und eine zweite menschliche Rasse, die adamitische, erkannt haben. Diese soll Eden bewohnt haben, aber den Söhnen und Töchtern Gottes, die bereits am sechsten Tag geschaffen wurden, unterlegen gewesen sein. Der Adamite und Brudermörder Kain floh von Eden nach Nod und nahm sich dort eine Frau von den Töchtern Gottes. Als Folge dieser von Gott ungewollten Vermischung schickte er eine Sintflut über die Menschen. Parham unterteilte die Menschheit in drei große Kategorien: die Juden, die auf Abraham zurückgehen und ein Heilsverständnis haben; die Nichtjuden, die ein Rechtfertigungs- und Heiligungswissen haben; und die Heiden, die farbigen Rassen, die für das Evangelium kaum empfänglich seien.
Seine Endzeitlehre bezog sich vor allem auf das biblische Buch Daniel, das apokryphe außerbiblische Buch Esra, die katholische Mystikerin Madame Guyon und auf eine umstrittene Vision des ersten US-Präsidenten George Washington. Parham unterschied drei Gruppen Christen: Die Erlösten, die Braut und das Sohn-Kind (englisch: Man-child). Die Erlösten seien mit übernatürlichen Kräften Gottes für die Evangelisation zuständig. Die Braut gehe mit den Juden nach Palästina, um den Staat Israel aufzubauen. In Jerusalem würde die Braut einen männlichen Sohn gebären und vor dem Antichristen in die Wüste fliehen, wo sie Christus begegne und mit ihm im Tausendjährigen Reich regiere. Das männliche Sohn-Kind sei gemäß Aussagen in Offenbarung Kapitel 12 eine Elitetruppe aus 144000 Personen, die als einzige Gruppe in der Trübsalszeit und im Tausendjährigen Reich unter Christus und den 12 Aposteln sei.

## Werke
- Kol Kare Bomidbar: A Voice Crying in the Wilderness, The Apostolic Faith Bible College, Baxter Springs 1902, 1910 und 1912 (deutsch: Eine Stimme eines Rufers in der Wüste).
- The Everlasting Gospel, The Apostolic Faith Bible College, Baxter Springs 1911 und 1912.